# Майкъл Стоянов
Майкъл Едуард Стоянов е американски актьор.

## Биография
Стоянов е роден на 14 декември 1966 г. в Чикаго. Той е от български и украински произход. Най-известен с ролята си в ситкома „Бласъм“ на най-възрастнния брат Антъни „Тони“ Русо. Той напуска сериала по време на последния сезон, за да пише за „Късна нощ с Конан О'Брайън“, за което по-късно казва, че съжалява.

## Филмография
- Justified (2013)
- The Mentalist (2009)
- The Dark Knight (2008)
- Prison Break (2005)
- Girls Will Be Girls (2003)
- Safe Harbor (1999)
- MADtv (1995) (1999)
- Mr. Show and the Incredible, Fantastical News Report (1998)
- Restaurant (1998)
- Chicago Sons (1997)
- Mr. Show with Bob and David (1995) (1997)
- Beverly Hills 90210 (1996) – Jimmy Gold on episodes „Mate for Life“ and „Disappearing Act“.
- The Dana Carvey Show (1996)
- Almost Forever (1996)
- Late Night with Conan O'Brien (1993) (1996)
- Freaked (1993)
- Without Warning: Terror in the Towers (1993)
- Mom and Dad Save the World (1992)
- Blossom (1991-1995)
- Quantum Leap (1991)
- Exile (1990)
- Married... with Children (1990)
- Gross Anatomy (1989)
- Out on the Edge (1989)
- Big Shots (1987)